# Diliana Michailov

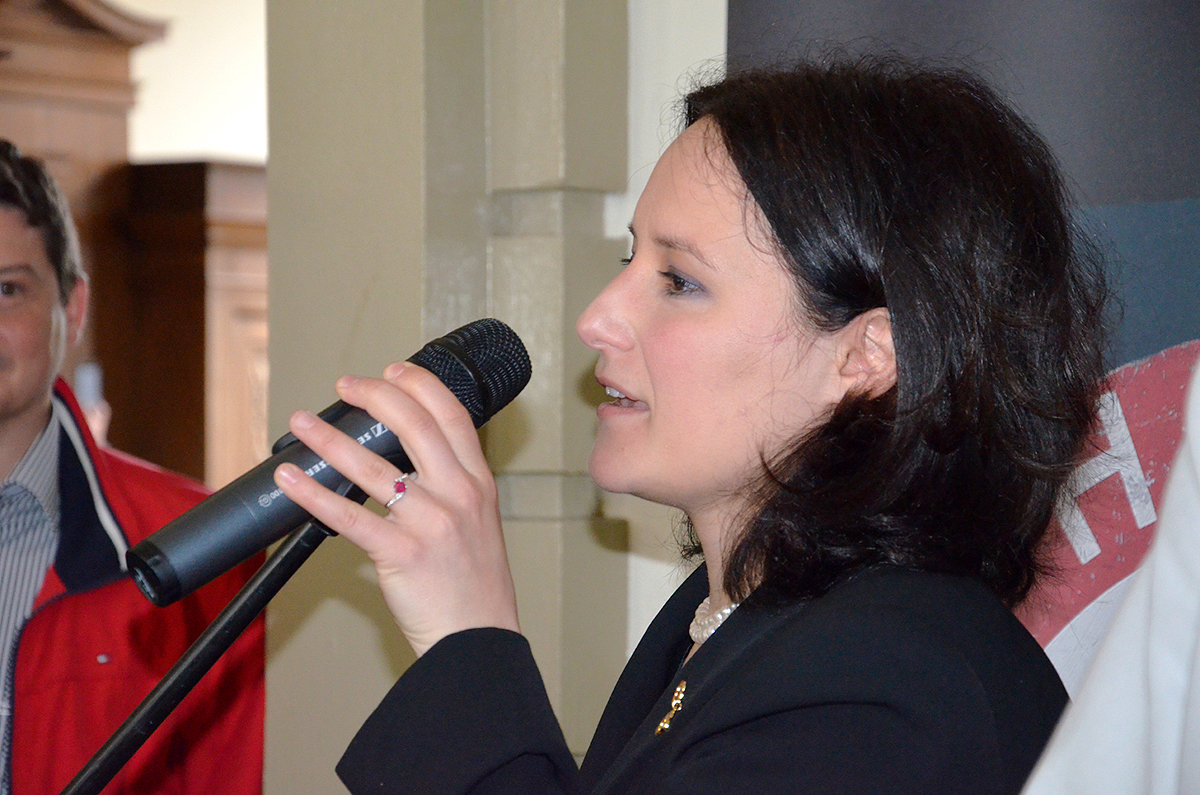
Diliana Michailov im Mai 2015 in der Polizeidirektion Hannover bei der Eröffnung der Ausstellung Ordnung und Vernichtung. Die Polizei im NS-Staat

Diliana Michailov (* 1980 in Sofia) ist eine bulgarische Pianistin, Dirigentin, Musiklehrerin und Chorleiterin verschiedener Chöre.

## Leben
Geboren 1980 in der Hauptstadt Bulgariens in einer Dirigenten- und Sängerfamilie, erhielt Diliana Michailov in jungen Jahren Unterricht in Gehörbildung, Satzlehre, Instrumentenkunde und vor allem am Klavier. Später ging sie nach Hannover und absolvierte dort mehrere Studien in den Fächern Klavier, Dirigieren und Gesang an der Hochschule für Musik, Theater und Medien Hannover. Ihre Studien schloss sie mit dem Konzert- und Masterexamen sowie als Pädagogin durch Studiengänge für Schulmusik- und Instrumentallehrer ab.
Während ihrer Studien sowie in verschiedenen Meisterkursen arbeitete Michailov mit Dirigenten wie Gianluigi Gelmetti, Eiji Ōue, Rolf Reuter und Frank Löhr und mit ihrem Großvater Borislav P. Michailov zusammen, am Klavier mit Pianisten wie Bernd Goetzke, Gerrit Zitterbart oder Zvi Meniker. Opern- und Oratoriengesang lernte Michailov bei Markus Schäfer, ihrem Vater Peter Michailov sowie bei weiteren Mitgliedern der Staatsoper Hannover.
Diliana Michailov trat als Dirigentin, Pianistin und Sopranistin öffentlich mit verschiedenen Soloauftritten in Erscheinung sowie als Partner in mehreren Kammerformationen wie Klavierduo und -trios, trat mit verschiedenen Mitgliedern der Staatsoper Hannover und freischaffenden Sängern auf und nahm an Radio- und Fernsehsendungen des NDR und des MDR teil. Ihr Spezialgebiet als Pianistin ist die konzertante Begleitung von Chören.
Michailov dirigiert verschiedene Chöre und Orchester, neben Ensembles der hannoverschen Szene wie dem Extrachor der Staatsoper Hannover und dem Orchester und Chor der Schulmusiker an der Hochschule für Musik, Theater und Medien Hannover auch das Sofia Festival Orchestra, das Orchester des Theaters für Niedersachsen mit Sitz in Hildesheim, das Ahrensburger Kammerorchester, das Polizeiorchester Niedersachsen, das Bundespolizeiorchester Hannover sowie ein aus Mitgliedern des Streichorchesters der NDR Radiophilharmonie Hannover geformtes Ensemble. Daneben leitet Michailov den Polizeichor Hannover, führt mit verschiedenen Solisten und verschiedenen Orchesterbegleitungen regelmäßig auch Opern und Operetten mit Werken von Richard Wagner, Giuseppe Verdi und Franz Lehár auf. Daneben lehrt Michailov an der Musikschule Wedemark, sowie an anderen Schulen und Hochschulinstitutionen. Als Klavier- und Gesanglehrkraft von Klassik bis hin zu Jazz, Rock- und Popmusik arbeitet sie mit Kindern und Erwachsenen im Einzel- und Gruppenunterricht, betreut Bands und Ensembles und brachte bereits mehrfach „Jugend musiziert“-Preisträger hervor.
Ab Januar 2012 assistierte Michailov dem Dirigenten Stefan Vanselow. bei der Leitung des Hannoverschen Oratorienchores.